# Камінь, ножиці, папір (фільм, 2024)
«Камінь, ножиці, папір» або «Камінь, папір, ножиці» (англ. Rock, Paper, Scissors) — британський короткометражний фільм 2024 року британсько-німецького режисера Франца Бьома. Події фільму за сюжетом розгортаються на тлі повномасштабного російського вторгнення в Україну та засновані на реальних подіях.
Прем'єра стрічки відбулася в жовтні 2024 року в рамках новозеландського кінофестивалю короткометражних фільмів «Show Me Shorts 2024». Головну роль у фільмі зіграв український актор Олександр Рудинський.
У лютому 2025 року фільм отримав премію BAFTA в категорії «Найкращий британський короткометражний фільм».

## Сюжет
Початок повномасштабного вторгнення Росії в Україну.
Молодий хлопець Іван, який проживає на сході України, разом з батьком-хірургом, який оперує поранених військових і цивільних у госпіталі на передовій, чекають на евакуаційну автівку. 
Однак евакуаційний транспорт знищує російська авіація. Іван отримує по рації інформацію від українських розвідників, що в сторону бункера йдуть двоє російських військових, а прислати новий транспорт неможливо. Іван бере снайперську гвинтівку в пораненого військового, щоб ліквідувати росіян. 
Роздивляючись російських військових через снайперський приціл, Іван помічає, що їх не двоє, а вісім. Усвідомлюючи, що усіх ліквідувати не вдасться, Іван приймає рішення вистрілити собі у ногу, видати себе за проросійського місцевого жителя і відвести росіян від госпіталю.
Але росіяни вже знають про місцеперебування госпіталю, і російська авіація знищує будівлю з усіма цивільними.
Титри в кінці фільму повідомляють, що після знищення госпіталю і загибелі батька, Іван пішов до війська, і у 2024 році загинув у бою.

## У ролях
- Олександр Рудинський — Іван
- Сергій Калантай — Богдан, батько Івана, хірург
- Богдана Калантай — вагітна жінка
- Юрій Радіонов — Микола, поранений солдат[4]
- Мілош Лучанко — Андрій, український хлопчик
- Олександр Бегма — повітряний командир
- Мешканці бункера:
  - Тереза Еліас
  - Наомі Платт
  - Софі Карсон
  - Жаклін Аббас
  - Едвард Джеймс Вей
  - Крістін Келлі
  - Грейс Кінгстон
  - Челсі Аддамс
- Російські солдати:
  - Антон Себастьян — Сергій, командир
  - Олександр Яценко — Анатолій
  - Мет Рівз
  - Ашфак Лаллмамоде

## Сприйняття

### Відгуки критиків
Український кінокритик Ігор Кромф у виданні «Лівий берег» відзначає «напружену атмосферу» фільму, створену завдяки «методу рухомої камери» операторки Сьєн Ю Ніу. Гра Олександра Рудинського вражає «від теплого дитячого розбишацтва» до «крижаного страху». Хоча британські пейзажі виглядають «нереалістично для середньостатистичного українського лісостепу», контраст між бункером і зовнішнім світом працює на користь історії. Фінал «трагічний настільки, наскільки лише можна уявити», а сам фільм — «втілення живої пам'яті» про загиблого українського солдата.

## Участь у фестивалях
- 2024 — Кінофестиваль «Show Me Shorts»
- 2024 — Фестиваль короткометражного кіно «Aesthetica»
- 2024 — Кембриджський кінофестиваль
- 2024 — Фестиваль британського міського кіно
- 2024 — Міжнародний кінофестиваль у Сент-Луїсі
- 2024 — Кінофестиваль у Норвічі
- 2024 — Лондонський кінофестиваль Super Shorts

## Нагороди
16 лютого 2025 року фільм здобув премію «BAFTA» як Найкращий британський короткометражний фільм. Головний актор Олександр Рудинський, отримуючи нагороду у Лондоні, присвятив її своєму загиблому другові, актору Євгену Світличному. Його слова на премії почули не лише глядачі, а й світові кінозірки. «Ти стоїш там, на сцені, бачиш перед собою Тімоті Шаламе або Едріана Броуді, а до тебе підходить Кейт Вінслет і дякує», — поділився Рудинський в інтерв'ю «ТСН». Він також розповів, що отримав багато слів підтримки щодо України: «Кейт Вінслет поділилася, що дуже сильно розчулена тим, що зараз відбувається в Україні».
Музика до фільму номінована на премію «Hollywood Music in Media Awards» у 2024 році.